# Prangos denticulata
Prangos denticulata är en flockblommig växtart som beskrevs av Fisch. och Carl Anton von Meyer. Prangos denticulata ingår i släktet Prangos och familjen flockblommiga växter. Inga underarter finns listade i Catalogue of Life.